# Международный договор
Междунаро́дный догово́р — регулируемое международным правом соглашение, заключенное государствами и/или другими субъектами международного права.
Для квалификации соглашения в качестве международного договора не имеет значения, заключено ли оно в устной или письменной форме, содержится ли такое соглашение в одном или нескольких документах. Статус международного договора не зависит от его конкретного наименования: соглашение, конвенция, устав международной организации, протокол, пакт. Для определения того, является ли документ договором, необходимо проанализировать его содержание, то есть выяснить, имели ли стороны намерение взять на себя международно-правовые обязательства. Бывают случаи, когда договоры именуются даже декларациями или меморандумами, хотя традиционно документы с такими названиями не считаются договорами.
Международный договор может быть составлен в виде одного документа или нескольких документов (например, обмен нотами).
Договор составляется либо на языках всех договаривающихся сторон, либо на одном или нескольких согласованных между ними языках. Договоры, заключаемые в рамках международных организаций, составляются на официальных языках этих организаций.
Договор может вступать в силу с даты подписания, либо предусматривать дополнительные внутригосударственные процедуры (ратификация и т. п.). Во втором случае он вступает в силу после обмена документами о выполнении таких процедур. Многосторонний договор, как правило, вступает в силу после сдачи на хранение депозитарию (министерству иностранных дел определенного в договоре государства либо секретариату соответствующей международной организации) документов о выполнении внутригосударственных процедур определённым числом государств. Впоследствии он вступает в силу для каждого следующего государства после сдачи им таких документов.
Различают «договоры-контракты» и «договоры-законы». Первые устанавливают взаимные обязательства сторон. Вторые устанавливают общие правила поведения, которые не основаны на взаимности. Типичный пример таких «договоров-законов» — договоры о правах человека. Также выделяются межгосударственные (заключаются от имени государств) и межправительственные (заключаются от имени высших органов исполнительной власти государств) международные договоры.
Международные договоры являются одним из важнейших источников международного права.
Вопросы, связанные с международными договорами, составляют самостоятельную отрасль международного права — право международных договоров. Основным источником норм этой отрасли является Венская конвенция о праве международных договоров 1969 года. Конвенция, однако, относится только к договорам между государствами и только к заключенным в письменной форме.

## Стороны международного договора
Сторонами международных договоров выступают только субъекты международного права.
В соответствии с Венской конвенцией 1969 года, «каждое государство обладает правоспособностью заключать договоры». В свою очередь, правоспособность международной организации заключать договоры «регулируется правилами этой организации».
Если государство включается в состав другого, то на второе, как правило, не переходят договоры первого. Если государство распадается на самостоятельные части, то каждая часть продолжает быть связанной прежними договорами.

## Объект и цель международного договора
Объектом международного договора являются отношения субъектов международного права по поводу материальных и нематериальных благ, действий и воздержания от действий. Любой объект международного права может быть объектом международного договора. Как правило, объект договора отражается в наименовании договора.
Под целью международного договора понимается то, что стремятся осуществить или достигнуть субъекты международного права, заключая договор. Цель обычно определяется в преамбуле либо в первых статьях договора.

## Классификация международных договоров
по кругу участников
- двусторонние (то есть договоры, в которых участвуют два государства, либо договоры, когда с одной стороны выступает одно государство, а с другой — несколько)
- многосторонние
  - с неограниченным числом участников (универсальные, общие).
  - с ограниченным числом участников (региональные, партикулярные).

по возможности присоединения других участников
- закрытые (то есть договоры, участие в которых зависит от согласия их участников);
- открытые (то есть договоры, участниками которых могут быть любые государства, независимо от того, имеется ли согласие или нет других участвующих в них государств).

по объекту
- договоры по политическим вопросам
- договоры по правовым вопросам
- договоры по экономическим вопросам
- договоры по гуманитарным вопросам
- договоры в области безопасности и т. д.

по форме договора
- письменные
- устные

по времени действия
- бессрочные
- срочные
- краткосрочные

по пространству действия
- региональные
- универсальные

## Форма и структура международных договоров
Договор может заключаться в письменной или устной форме. Договоры в устной форме заключаются очень редко, поэтому наиболее распространённой формой является письменная.
К структуре договора относятся его составные части, такие как название договора, преамбула, основная и заключительная части, подписи сторон.
Преамбула является важной частью договора, поскольку в ней часто формулируется цель договора. Кроме того, преамбула используется при толковании договора.
Основная часть договора делится на статьи, которые могут быть сгруппированы в разделы, главы или части. В некоторых договорах
статьям, а также разделам (главам, частям) могут даваться наименования.
В заключительной части излагаются такие положения, как условия вступления в силу и прекращения договоров, язык, на котором
составлен текст договора, и т. д.
Международные договоры часто имеют приложения в виде протоколов, дополнительных протоколов, правил, обменных писем и т. д.

## Заключение международных договоров

### Стадии заключения международных договоров
- выдвижение договорной инициативы,
- подготовка текста договора,
- принятие текста договора,
- установление аутентичности текстов договора на разных языках,
- подписание договора
- выражение согласия договаривающихся сторон на обязательность договора.

### Способы выражения согласия
- подписание
- обмен документами (нотами либо письмами)
- ратификация
- утверждение
- принятие
- одобрение
- присоединение
- подтверждение

### Парафирование
Парафирование (от фр. paraphe — росчерк) — предварительное подписание договора (или его отдельных статей, подписание на каждой странице) в том случае, если международный договор полностью согласован между сторонами, но требует ещё одобрения правительств, заключающих договор, или когда подписание окончательно оформленного текста по каким-либо причинам откладывается. Парафирование состоит в том, что уполномоченные ставят под текстом договора не свои подписи и печати, а лишь параф — росчерк, часть фамилии или инициалы каждого из них. Иногда инициалы ставятся не только в конце текста, но и на каждой странице.
Парафирование означает, что согласование и редактирование договора закончены, и выработанный текст одобрен уполномоченными. Юридическое значение парафирования состоит в том, что оно связывает подписавших лиц обязательством считать переговоры по конкретным частям или по тексту в целом законченными. Тем не менее, парафирование не создаёт юридически обязательного согласованного текста, то есть оставляет возможность внесения изменений.
Парафирование не является обязательным этапом заключения договора; подписание уже оформленного и согласованного договора может быть отложено без парафирования. Парафирование не заменяет подписания договора. Парафированный договор может быть подписан после того, как отпадут обстоятельства, вызвавшие отсрочку заключения договора.

## Внутреннее законодательство о международных договорах
В национальном праве положения о международных договорах закрепляются в конституции и специальных законах о международных соглашениях. В Конституции России такая норма содержится в ч. 4 ст. 15 — «Общепризнанные принципы и нормы международного права и международные договоры Российской Федерации являются составной частью её правовой системы. Если международным договором Российской Федерации установлены иные правила, чем предусмотренные законом, то применяются правила международного договора». Из данной статьи следует, что при расхождении внутреннего права (российских законов) и международного права (то есть заключённых Россией международных договоров), приоритет отдается второму. Тем не менее, каков при этом приоритет норм Конституции России — в ней явно не оговорёно.
Порядок заключения, изменения и прекращения международных договоров, принятых Российской Федерацией, регламентирует Федеральный закон «О международных договорах Российской Федерации» от 15 июля 1995 года № 101-ФЗ, составленный с учетом норм Венской конвенции о праве международных договоров 1969 года. Аналогичные законы приняты во многих странах, в частности на Украине в 1993 году, в Армении в 2000 году, в Республике Беларусь в 2008 году и т.д.